# Anchonoderus
Anchonoderus is een geslacht van kevers uit de familie van de loopkevers (Carabidae). De wetenschappelijke naam van het geslacht is voor het eerst geldig gepubliceerd in 1843 door Reiche.

## Soorten
Het geslacht Anchonoderus omvat de volgende soorten:
- Anchonoderus apicalis Reiche, 1843
- Anchonoderus binotatus Reiche, 1843
- Anchonoderus concinnus Reiche, 1843
- Anchonoderus cupripennis Liebke, 1939
- Anchonoderus darlingtoni Liebherr, 1988
- Anchonoderus erosus Putzeys, 1878
- Anchonoderus eximius (Audouin & Brulle, 1836)
- Anchonoderus femoratus Putzeys, 1878
- Anchonoderus fulvipennis Bates, 1891
- Anchonoderus horni Csiki, 1931
- Anchonoderus humeralis (Bates, 1883)
- Anchonoderus infirmus Bates, 1884
- Anchonoderus jamaicensis Liebherr, 1988
- Anchonoderus montanus Liebke, 1951
- Anchonoderus myops Reiche, 1843
- Anchonoderus quadrinotatus G.Horn, 1878
- Anchonoderus reichei Putzeys, 1878
- Anchonoderus roedingeri Liebke, 1951
- Anchonoderus rugatus Reiche, 1843
- Anchonoderus scabricollis Bates, 1871
- Anchonoderus schaefferi Liebke, 1928
- Anchonoderus subaeneus Reiche, 1843
- Anchonoderus subtilis Bates, 1871
- Anchonoderus tucumanus Liebke, 1939
- Anchonoderus undatus Chaudoir, 1850
- Anchonoderus unicolor Chaudoir, 1850